# Blockstars – Sido macht Band
Blockstars – Sido macht Band war eine achtteilige österreichische Fernsehsendung, die von Dezember 2011 bis Februar 2012 im Rahmen der Donnerstag Nacht ausgestrahlt wurde. Sie ist eine Mischung aus Reality-TV und Dokumentation. Auch flossen Elemente einer Castingshow mit in die Sendung ein. Moderiert wurde sie vom deutschen Rapper Sido.

## Konzept
Acht junge Erwachsene, die es im Alltag nicht einfach haben, haben sich nach einem bundesweiten Aufruf beworben. Sechs junge Männer wurden von Sido ausgewählt und zogen mit ihm in eine 600 Quadratmeter große Loftwohnung im dritten Wiener Gemeindebezirk Landstraße.
Das Ziel der Sendung war, aus diesen Jugendlichen eine Rap-Band zu formen, „The Black Eyed Peas in deutscher Sprache“, wie der Moderator es in der ersten Episode ausdrückt. Am Ende wurde ein Plattenvertrag mit der Universal Music Group geschlossen und die Band nahm an Österreich rockt den Song Contest, der österreichischen Vorauswahl für den Eurovision Song Contest 2012 in Baku teil.
Im Unterschied zu einer klassischen Casting-Show gab es keine Liveshow und das Publikum konnte nicht abstimmen.

## Kandidaten

### Rapper
- Michael Göbl (19) muss sich seine Wohnung mit seinem schwer alkoholabhängigen Stiefvater teilen.
- Marko Grgić (27) ist bei Nichtnachweisen einer geregelten Arbeit von der Abschiebung aus Österreich nach Kroatien bedroht. Er lebte zudem 15 Jahre illegal in Österreich.[1]
- Dragan Jurić (21) lebt mit seiner Mutter in einer 30 Quadratmeter großen Wohnung in Wien.
- Benjamin Koeberlein (27) aus Würzburg bekam von Sido eine Wildcard.
- Daniel Niedermayr (25) war schwer drogenabhängig und ist nun langzeitarbeitslos.
- Claus Willixhofer (21) leidet unter einer schweren Augenkrankheit, die ihn erblinden lässt, und ist langzeitarbeitslos.

### Sängerinnen
- Johanna Hohenberger (21)
- Julijana Jovanović (22)
- Sharon Ann Pallikunnel (26)

## Erfolg
Die erste Ausgabe der Dokusendung verfolgten 256.000 Zuschauer. Beim Marktsegment der 12- bis 29-jährigen betrugen die Einschaltquoten 24 Prozent.

## Finale
Das Finale der Show wurde am 2. Februar 2012 auf ORF eins ausgestrahlt. Die Sieger firmieren unter dem Namen 3punkt5.
In die Band haben es geschafft:
- Marko Grgić
- Dragan Jurić
- Benjamin Koeberlein
- Sharon Ann Pallikunnel

## Zitat
„Für so’n normalen Österreicher, so’n normalen Zuschauer, der mindestens aus der Mittelschicht kommt, für den ist das schockierend, so was zu sehen. Da bin ich mir sicher.“